# Gorey (Jersey)
Gorey (Frans Gouray; Jèrriais: Gouôrray) is een dorp dat in twee van de gemeenten van Jersey ligt namelijk Saint Martin en Grouville aan de oostkust van Jersey. Het is een van de drie havens van het eiland.

## Bezienswaardigheden
Gorey is een van de drie grootste havens van Jersey; deze zijn:
- Saint Helier;
- Saint Aubin;
- Gorey.

Omdat Gorey dicht bij de Franse kust ligt zijn daar altijd versterkingen geweest; al sinds de ijzertijd. Na afscheiding van Normandië in 1204 werd in Gorey het kasteel Mont Orgueil gebouwd om het eiland te beschermen tegen de Fransen. Het kasteel fungeerde tevens als residentie van de gouverneurs van Jersey tot in de 16de eeuw toen het Elizabeth Castle werd gebouwd bij Saint Helier.
De pier onder het kasteel is de plaats van het jaarlijkse Fête de la Mer (het gastronomische zeevruchtenfeest). Daar is ook een tentoonstelling te vinden over de geschiedenis van het gebied. Het jaarlijkse "Gorey Fête" in augustus is een van de grootste van Jersey.
De kerk “Gouray Church”, een anglicaanse kerk, dient als gemeentekerk voor het dorp en de omgeving.